# Campeonato Europeu de Voleibol Feminino de 2015
O Campeonato Europeu de Voleibol Feminino de 2015 foi a 29ª edição deste torneio bianual que reúne as principais seleções europeias de voleibol feminino. A Confederação Europeia de Voleibol (CEV) foi a responsável pela organização do campeonato. Ocorreu na Bélgica e na Holanda entre  26 de setembro e 4 de outubro de 2015. A Rússia que havia conquistado a edição de 2013 voltou a vencer o campeonato desta vez batendo a seleção Holandesa por 3 sets a 0. Tatiana Kosheleva pela segunda edição consecutiva foi eleita a MVP do torneio.

## Sedes
| Grupo A                  | Grupo B e Quartas de Final | Grupo C                   | Fase Final             | Grupo D                       |
| ------------------------ | -------------------------- | ------------------------- | ---------------------- | ----------------------------- |
| Apeldoorn, Países Baixos | Antuérpia, Bélgica         | Roterdã, Países Baixos    | Roterdã, Países Baixos | Eindhoven, Países Baixos      |
| Omnisport Apeldoorn      | Lotto Arena                | Topsportcentrum Rotterdam | Ahoy Rotterdam         | Indoor-Sportcentrum Eindhoven |
| Capacidade : 6.000       | Capacidade : 5.218         | Capacidade : 2.500        | Capacidade : 14.021    | Capacidade : 4.000            |
|                          |                            |                           |                        |                               |

## Fase de Grupos
Os horários obedecem ao Horário de Verão da Europa Central (UTC+02:00).
|  | Classificado para as Quartas de Final |
|  | Classificado para os Playoffs         |

### Grupo A
|     |               |     | Jogos | Jogos | Jogos | Sets | Sets | Sets  | Pontos | Pontos | Pontos |
| Pos | Equipe        | Pts | T     | V     | D     | V    | P    | R     | V      | P      | R      |
| --- | ------------- | --- | ----- | ----- | ----- | ---- | ---- | ----- | ------ | ------ | ------ |
| 1   | Países Baixos | 9   | 3     | 3     | 0     | 9    | 1    | 9,000 | 244    | 172    | 1.419  |
| 2   | Itália        | 6   | 3     | 2     | 1     | 6    | 5    | 1.200 | 250    | 211    | 1.185  |
| 3   | Polônia       | 3   | 3     | 1     | 2     | 5    | 6    | 0.833 | 222    | 248    | 0.895  |
| 4   | Eslovênia     | 0   | 3     | 0     | 3     | 1    | 9    | 0.111 | 164    | 249    | 0.659  |

| Data   | Hora  |                  | Placar |                  | Set 1 | Set 2 | Set 3 | Set 4 | Set 5 | Total | Relatório |
| ------ | ----- | ---------------- | ------ | ---------------- | ----- | ----- | ----- | ----- | ----- | ----- | --------- |
| 26 Set | 15:30 | Eslovênia        | 0–3    | ' Países Baixos' | 12–25 | 14–25 | 22–25 |       |       | 48–75 | 48–75     |
| 26 Set | 18:30 | ' Itália'        | 3–1    | Polônia          | 25–20 | 21–25 | 25–17 | 25–16 |       | 96–78 | 96–78     |
| 27 Set | 15:30 | ' Países Baixos' | 3–1    | Polônia          | 25–15 | 25–11 | 19–25 | 25–18 |       | 94–69 | 94–69     |
| 27 Set | 18:30 | Eslovênia        | 1–3    | ' Itália'        | 9–25  | 12–25 | 26–24 | 11–25 |       | 58–99 | 58–99     |
| 28 Set | 17:00 | ' Polônia'       | 3–0    | Eslovênia        | 25–18 | 25–19 | 25–21 |       |       | 75–58 | 75–58     |
| 28 Set | 20:00 | ' Países Baixos' | 3–0    | Itália           | 25–15 | 25–18 | 25–22 |       |       | 75–55 | 75–55     |

### Grupo B
|     |            |     | Jogos | Jogos | Jogos | Sets | Sets | Sets  | Pontos | Pontos | Pontos |
| Pos | Equipe     | Pts | T     | V     | D     | V    | P    | R     | V      | P      | R      |
| --- | ---------- | --- | ----- | ----- | ----- | ---- | ---- | ----- | ------ | ------ | ------ |
| 1   | Turquia    | 9   | 3     | 3     | 0     | 9    | 0    | MAX   | 228    | 165    | 1.382  |
| 2   | Bélgica    | 6   | 3     | 2     | 1     | 6    | 3    | 2,000 | 203    | 178    | 1.140  |
| 3   | Hungria    | 3   | 3     | 1     | 2     | 3    | 7    | 0.429 | 196    | 232    | 0.845  |
| 4   | Azerbaijão | 0   | 3     | 0     | 3     | 1    | 9    | 0.111 | 204    | 256    | 0.797  |

| Data   | Hora  |            | Placar |            | Set 1 | Set 2 | Set 3 | Set 4 | Set 5 | Total  | Relatório |
| ------ | ----- | ---------- | ------ | ---------- | ----- | ----- | ----- | ----- | ----- | ------ | --------- |
| 26 Set | 17:30 | Hungria    | 0–3    | ' Bélgica' | 15–25 | 8–25  | 18–25 |       |       | 41–75  | 41–75     |
| 26 Set | 20:30 | ' Turquia' | 3–0    | Azerbaijão | 25–21 | 28–26 | 25–13 |       |       | 78–60  | 78–60     |
| 27 Set | 16:00 | ' Bélgica  | 3–0    | Azerbaijão | 25–17 | 25–20 | 27–25 |       |       | 77–62  | 77–62     |
| 27 Set | 19:00 | Hungria    | 0–3    | ' Turquia' | 20–25 | 20–25 | 14–25 |       |       | 54–75  | 54–75     |
| 28 Set | 17:00 | Azerbaijão | 1–3    | ' Hungria' | 16–25 | 28–26 | 22–25 | 16–25 |       | 82–101 | 82–101    |
| 28 Set | 20:00 | Bélgica    | 0–3    | ' Turquia' | 18–25 | 17–25 | 16–25 |       |       | 51–75  | 51–75     |

### Grupo C
|     |              |     | Jogos | Jogos | Jogos | Sets | Sets | Sets  | Pontos | Pontos | Pontos |
| Pos | Equipe       | Pts | T     | V     | D     | V    | P    | R     | V      | P      | R      |
| --- | ------------ | --- | ----- | ----- | ----- | ---- | ---- | ----- | ------ | ------ | ------ |
| 1   | Rússia       | 6   | 3     | 2     | 1     | 6    | 3    | 2,000 | 221    | 177    | 1.249  |
| 2   | Bielorrússia | 5   | 3     | 2     | 1     | 6    | 5    | 1.200 | 230    | 241    | 0.954  |
| 3   | Croácia      | 5   | 3     | 2     | 1     | 6    | 5    | 1.200 | 239    | 253    | 0.945  |
| 4   | Bulgária     | 2   | 3     | 0     | 3     | 4    | 9    | 0.444 | 258    | 277    | 0.931  |

| Data   | Hora  |                 | Placar |                 | Set 1 | Set 2 | Set 3 | Set 4 | Set 5 | Total   | Relatório |
| ------ | ----- | --------------- | ------ | --------------- | ----- | ----- | ----- | ----- | ----- | ------- | --------- |
| 26 Set | 15:00 | Bulgária        | 0–3    | ' Rússia'       | 6–25  | 14–25 | 25–27 |       |       | 45–77   | 45–77     |
| 26 Set | 18:00 | Croácia         | 0–3    | ' Bielorrússia' | 19–25 | 18–25 | 24–26 |       |       | 61–76   | 61–76     |
| 27 Set | 15:00 | ' Rússia'       | 3–0    | Bielorrússia    | 25–18 | 25–16 | 25–21 |       |       | 75–55   | 75–55     |
| 27 Set | 18:00 | Bulgária        | 2–3    | ' Croácia'      | 23–25 | 25–22 | 25–14 | 22–25 | 13–15 | 108–101 | 108–101   |
| 28 Set | 17:00 | ' Bielorrússia' | 3–2    | Bulgária        | 25–21 | 25–23 | 14–25 | 20–25 | 15–11 | 99–105  | 99–105    |
| 28 Set | 20:00 | Rússia          | 0–3    | ' Croácia'      | 21–25 | 24–26 | 24–26 |       |       | 69–77   | 69–77     |

### Grupo D
|     |          |     | Jogos | Jogos | Jogos | Sets | Sets | Sets  | Pontos | Pontos | Pontos |
| Pos | Equipe   | Pts | T     | V     | D     | V    | P    | R     | V      | P      | R      |
| --- | -------- | --- | ----- | ----- | ----- | ---- | ---- | ----- | ------ | ------ | ------ |
| 1   | Sérvia   | 9   | 3     | 3     | 0     | 9    | 0    | MAX   | 225    | 169    | 1.331  |
| 2   | Alemanha | 6   | 3     | 2     | 1     | 6    | 4    | 1.500 | 233    | 206    | 1.131  |
| 3   | Chéquia  | 3   | 3     | 1     | 2     | 3    | 6    | 0.500 | 193    | 196    | 0.985  |
| 4   | Roménia  | 0   | 3     | 0     | 3     | 1    | 9    | 0.111 | 169    | 249    | 0.679  |

| Data   | Hora  |             | Placar |             | Set 1 | Set 2 | Set 3 | Set 4 | Set 5 | Total | Relatório |
| ------ | ----- | ----------- | ------ | ----------- | ----- | ----- | ----- | ----- | ----- | ----- | --------- |
| 26 Set | 15:00 | ' Chéquia'  | 3–0    | Romênia     | 25–13 | 25–18 | 25–15 |       |       | 75–46 | 75–46     |
| 26 Set | 18:00 | ' Sérvia'   | 3–0    | Alemanha    | 25–18 | 25–22 | 25–19 |       |       | 75–59 | 75–59     |
| 27 Set | 15:00 | Roménia     | 1–3    | ' Alemanha' | 14–25 | 26–24 | 15–25 | 19–25 |       | 74–99 | 74–99     |
| 27 Set | 18:00 | Chéquia     | 0–3    | ' Sérvia'   | 20–25 | 23–25 | 18–25 |       |       | 61–75 | 61–75     |
| 28 Set | 17:00 | ' Alemanha' | 3–0    | Chéquia     | 25–17 | 25–23 | 25–17 |       |       | 75–57 | 75–57     |
| 28 Set | 20:00 | Roménia     | 0–3    | ' Sérvia'   | 20–25 | 14–25 | 15–25 |       |       | 49–75 | 49–75     |

## Fase Final

### Playoffs
| Data   | Hora  |              | Placar |            | Set 1 | Set 2 | Set 3 | Set 4 | Set 5 | Total  | Relatório |
| ------ | ----- | ------------ | ------ | ---------- | ----- | ----- | ----- | ----- | ----- | ------ | --------- |
| 30 Set | 17:00 | ' Itália'    | 3–0    | Croácia    | 25–22 | 25–21 | 25–20 |       |       | 75–63  | 75–63     |
| 30 Set | 17:30 | ' Alemanha'  | 3–0    | Hungria    | 25–18 | 25–17 | 25–14 |       |       | 75–49  | 75–49     |
| 30 Set | 20:00 | Bielorrússia | 2–3    | ' Polônia' | 17–25 | 13–25 | 25–22 | 25–20 | 12–15 | 92–107 | 92–107    |
| 30 Set | 20:30 | ' Bélgica'   | 3–1    | Chéquia    | 25–12 | 23–25 | 25–21 | 25–9  |       | 98–67  | 98–67     |

### Quartas de Final
| Data  | Hora  |                  | Placar |          | Set 1 | Set 2 | Set 3 | Set 4 | Set 5 | Total   | Relatório |
| ----- | ----- | ---------------- | ------ | -------- | ----- | ----- | ----- | ----- | ----- | ------- | --------- |
| 1 Out | 17:00 | ' Rússia'        | 3–1    | Itália   | 30–28 | 20–25 | 25–23 | 25–20 |       | 100–96  | 100–96    |
| 1 Out | 17:30 | ' Turquia'       | 3–2    | Alemanha | 25–20 | 21–25 | 20–25 | 25–23 | 15–12 | 106–105 | 106–105   |
| 1 Out | 20:00 | ' Países Baixos' | 3–1    | Polônia  | 25–16 | 23–25 | 25–16 | 25–16 |       | 98–73   | 98–73     |
| 1 Out | 20:30 | ' Sérvia'        | 3–1    | Bélgica  | 19–25 | 29–27 | 25–11 | 25–18 |       | 98–81   | 98–81     |

### Semi-Finais
| Data  | Hora  |                  | Placar |         | Set 1 | Set 2 | Set 3 | Set 4 | Set 5 | Total | Relatório |
| ----- | ----- | ---------------- | ------ | ------- | ----- | ----- | ----- | ----- | ----- | ----- | --------- |
| 3 Out | 15:30 | ' Países Baixos' | 3–0    | Turquia | 25–22 | 25–18 | 28–26 |       |       | 78–66 | 78–66     |
| 3 Out | 18:30 | ' Rússia'        | 3–1    | Sérvia  | 25–23 | 25–23 | 21–25 | 25–22 |       | 96–93 | 96–93     |

### Disputa 3º Lugar
| Data  | Hora  |         | Placar |           | Set 1 | Set 2 | Set 3 | Set 4 | Set 5 | Total | Relatório |
| ----- | ----- | ------- | ------ | --------- | ----- | ----- | ----- | ----- | ----- | ----- | --------- |
| 4 Out | 14:00 | Turquia | 0–3    | ' Sérvia' | 19–25 | 17–25 | 18–25 |       |       | 54–75 | 54–75     |

### Final
| Data  | Hora  |               | Placar |           | Set 1 | Set 2 | Set 3 | Set 4 | Set 5 | Total | Relatório |
| ----- | ----- | ------------- | ------ | --------- | ----- | ----- | ----- | ----- | ----- | ----- | --------- |
| 4 Out | 17:00 | Países Baixos | 0–3    | ' Rússia' | 14–25 | 20–25 | 20–25 |       |       | 54–75 | 54–75     |

## Premiação Individual
| Melhor Ponteira   | 2ª Melhor Ponteira | Melhor Central  | 2ª Melhor Central | Melhor Líbero | Melhor Levantadora | Melhor Oposta    | Troféu fair play | MVP               |
| ----------------- | ------------------ | --------------- | ----------------- | ------------- | ------------------ | ---------------- | ---------------- | ----------------- |
| Tatiana Kosheleva | Anne Buijs         | Irina Zaryazhko | Eda Erdem         | Anna Malova   | Maja Ognjenović    | Lonneke Slöetjes | Hans Nieukerke   | Tatiana Kosheleva |